# Chiara Mastroianni
Chiara-Charlotte Mastroianni (ur. 28 maja 1972 w Paryżu) – włosko-francuska aktorka.
Córka aktorów Catherine Deneuve i Marcello Mastroianniego.
Zasiadała w jury konkursu głównego na 51. MFF w Cannes (1998) oraz na 73. MFF w Wenecji (2016).
Ze związku z reżyserem Pierre Thorettonem ma syna Milo (ur. 31 grudnia 1996). 11 maja 2002 wyszła za mąż za kompozytora Benjamina Biolaya, z którym ma córkę Annę (ur. 22 kwietnia 2003). W 2005 rozwiedli się.

## Wybrana filmografia
- 1987: Oczy czarne (Oci ciornie) jako Dziewczynka recytująca wiersz dla Romano
- 1993: Moja ulubiona pora roku (Ma saison préférée) jako Anne
- 1994: 3000 scénarios contre un virus (segment Préservatif, une prevue d’amour)
- 1994: Prêt-à-Porter jako Sophie Choiset
- 1995: Pamiętaj, że umrzesz (N'oublie pas que tu vas mourir) jako Claudia
- 1997: Donikąd (Nowhere) jako Kriss
- 2007: Les Chansons d’amour jako Jeanne
- 2007: Persepolis jako Marjane (głos)
- 2024: Marcello Mio

## Gry komputerowe
- 2001: Atlantis III: Nowy świat (Atlantis 3: The New World) - użyczyła głosu i twarzy bohaterki

## Nagrody
- Cezar 1994: Najbardziej obiecująca aktorka (nominacja) za Moja ulubiona pora roku